# 花井等
花井 等（はない ひとし、1935年7月23日 - 2024年12月15日）は、日本の政治学者。筑波大学名誉教授、元麗澤大学外国語学部教授。専門は、国際関係論・日米関係。

## 来歴
中国生まれ。大分県出身。大阪大学法学部卒業後、南カリフォルニア大学大学院を修了。1977年大阪大学より法学博士の学位を受く（学位論文「現代国際関係論」）。京都産業大学教授、筑波大学教授を経て、99年定年退官、名誉教授、麗澤大学教授。

## 著書

### 単著
- 『現代国際関係論』（ミネルヴァ書房、1974年／増補版、1987年）
- 『現代外交政策論』（ミネルヴァ書房、1975年）
- 『国際関係論』（東洋経済新報社、1978年）
- 『国益と安全保障――多極化時代のナショナル・ミニマム』（日本経済新聞社、1979年）
- 『日米摩擦の研究――危機的構造をさぐる』（学陽書房、1982年）
- 『日米破局のシナリオ――アメリカ戦略中枢が描く戦慄の近未来図とは』（ごま書房、1982年）
- 『ニッポン新国富論――エコノポリティクスのすすめ』（ダイヤモンド社、1982年）
- 『安保のなくなる日――日米同盟の行方』（日本工業新聞社、1983年）
- 『アンドロポフ vs. レーガン――米ソ新体制下の世界情勢』（学陽書房、1983年）
- 『国際外交のすすめ』（中公新書、1986年）
- 『日米摩擦の構造』（講談社、1988年）
- 『アメリカの大統領政治』（日本放送出版協会、1989年）
- 『日米危機のシミュレーション――構造協議後の日本のサバイバル戦略』（時事通信社、1990年）
- 『日米――最悪のシナリオ』（TBSブリタニカ、1991年）
- 『国際人新渡戸稲造――武士道とキリスト教』（モラロジー研究所、1994年）
- 『戦後日本を築いた宰相たち――吉田茂から田中角栄まで』（文藝春秋、1996年）
- 『新国際関係論』（東洋経済新報社、1996年）
- 『終戦宰相・鈴木貫太郎』（廣池学園出版部、1997年）
- 『新外交政策論』（東洋経済新報社、1998年）

### 共著
- （加瀬英明）『レーガンは世界を変えるか』（致知出版社、1980年）
- （グループ2001）『冷たい平和――クリントンが変える日米関係』（PHP研究所、1993年）
- （若松篤）『論文の書き方マニュアル――ステップ式リサーチ戦略のすすめ』（有斐閣、1997年）
- （加瀬俊一）『ミズーリ艦上の外交官――百歳翁加瀬俊一と語る』（廣池学園出版部、2004年）

### 編著
- 『明日の日本と教育（2）変容する国際関係と日本』（創文社、1981年）
- 『日米摩擦の研究――危機的構造をさぐる』（学陽書房、1982年）
- 『地政学と外交政策』（地球社、1982年）
- 『比較外交政策論』（学陽書房、1983年）
- 『世界の目から見た「政治大国」日本』（地球社、1984年）
- 『名著に学ぶ国際関係論』（有斐閣、1999年、新版2009年）

### 共編著
- （堀江湛）『政治学の方法とアプローチ』（学陽書房、1984年）
- （浅川公紀）『アメリカの外交政策』（勁草書房、1991年）
- （須藤眞志）『新比較外交政策論』（学陽書房、1992年）
- （木村卓司）『アメリカの国家安全保障政策――決定プロセスの政治学』（原書房、1993年）
- （浅川公紀）『戦後日米関係の軌跡』（勁草書房、1995年）
- （浅川公紀）『戦後アメリカ外交の軌跡』（勁草書房、1997年）
- （岡部達味）『現代国際関係論』（東洋経済新報社、2005年）
- 『名著に学ぶ国際関係論』石井貫太郎共編 有斐閣 2009

### 翻訳
- ジョン・W.スパニアー『戦後アメリカ外交政策』田村幸策共訳 鹿島研究所出版会 1972
- ジェイムズ・W.モーリー [等]著『ジャイアント日本のゆくえ 眠れる軍事大国の脅威』東洋経済新報社 1973